# Vallerois-le-Bois
Vallerois-le-Bois – miejscowość i gmina we Francji, w regionie Burgundia-Franche-Comté, w departamencie Górna Saona.
Według danych na rok 1990 gminę zamieszkiwały 252 osoby, a gęstość zaludnienia wynosiła 20 osób/km² (wśród 1786 gmin Franche-Comté Vallerois-le-Bois plasuje się na 496. miejscu pod względem liczby ludności, natomiast pod względem powierzchni na miejscu 301.).